# Willyan Mimbela
Willyan Mimbela (Lima, 15 de mayo de 1992), es un futbolista peruano Juega como centrocampista y su equipo actual es Carlos A. Mannucci de la Liga 2 de Perú.

## Trayectoria
Willyan Mimbela se formó en las canteras de la Academia Cantolao y en 2009 pasó al equipo sub-20 del Juan Aurich.
Luego formó parte del América Cochahuayco con el cual debutó en la Segunda División del Perú. Tras realizar una buena campaña recibió ofertas de clubes de Europa como el Chelsea F. C. y el Hamburgo S. V., para integrar sus equipos juveniles, finalmente decidió ir a prueba al Hamburgo, donde dejó buenas impresiones pero no llegó a concretar su fichaje. Luego regresó al América Cochahuayco, teniendo buenas actuaciones, que le valieron para poder llegar al primer equipo de Universitario de Deportes a mediados de 2010.

### Universitario de Deportes (2010-2011)
Con el equipo crema debutó el 13 de agosto de 2010 en la victoria por 4-0 sobre el F. B. C. Melgar de Arequipa, cuando el entrenador argentino Salvador Capitano ordenó su ingreso a los 76', en reemplazo del hábil volante Rainer Torres. Al año siguiente, formó parte del equipo de Universitario de Deportes sub-20 que conquistó la Copa Libertadores Sub-20 de 2011 realizada en el Perú. En este certamen compartió equipo con jugadores que luego se destacarían, como Edison Flores, Andy Polo, Carlos Cáceda, Christofer Gonzáles, Néstor Duarte, Álvaro Ampuero, entre otros.
En la temporada 2011, bajo la dirección técnica del peruano José Guillermo "Chemo" Del Solar, sumó varios minutos con casaquilla crema, aunque sin lograr consolidarse en el primer equipo debido a la dura competencia en su puesto, motivada por el amplio plantel que se había armado para ese año. Sin embargo, a mediados del 2011, la situación cambió abruptamente, pues el equipo crema afrontó una de sus peores crisis dirigenciales y económicas, llegando a adeudarle al plantel de jugadores, comando técnico y trabajadores del club, hasta 7 meses de sueldos. Esto motivó la salida de muchos jugadores del plantel y la consecuente oportunidad de que los más jóvenes sumen minutos de juego.  
Ante esta situación, a pesar de que venía recibiendo mayores oportunidades y "Chemo" Del Solar lo consideraba uno de los valores más importantes para la siguiente temporada, a fines del año 2011, Mimbela optó por poner punto final a su paso por tienda merengue y rescindió su contrato amparándose en las reglas FIFA que le permitían quedar libre por la cantidad de meses adeudados.
Cabe precisar que durante su paso por Universitario de Deportes, desató polémica al declarar su "hinchaje" por el rival tradicional del club, Alianza Lima, aunque luego declaró que se sentía agradecido con la U, por darle la oportunidad en su etapa como juvenil, señalando que se consideraba hincha de ambos equipos. Finalizó su etapa como jugador crema, luego de haber disputado 9 partidos con el equipo profesional, haber destacado en el Torneo de Reservas y haber obtenido la Copa Libertadores Sub-20.

### Sport Club Internacional (2012)
Luego de desvincularse del Club Universitario de Deportes en el año 2011, surgieron varios equipos interesados en hacerse con los servicios del hábil volante ofensivo.
En febrero de 2012, fue fichado por el Sport Club Internacional de Brasil. Inicialmente se dijo que permanecería en la filial del club hasta junio, debido a que la cantidad de plazas para jugadores extranjeros (4) estaban copadas. El equipo principal del Internacional contaba con los argentinos Andrés D'Alessandro, Pablo Guiñazu, Mario Bolatti y Jesús Dátolo y esperaba cerrar la venta de este último a mitad de año, liberando un cupo para poder inscribir al peruano en el primer equipo.

### Sport Huancayo (2012-2013)
Tras permanecer en tierras brasileñas durante un mes y sin poder firmar un contrato con el equipo profesional del Inter, regresó al Perú y en marzo de 2012 fichó por el Sport Huancayo por dos años, destacando en el equipo y motivando el interés de clubes como Sporting Cristal, Sport Boys y Alianza Lima.
Luego de completar una aceptable Temporada 2012, bajo la dirección técnica del argentino Marcelo Trobbiani y luego del peruano Wilmar Valencia, consiguió la clasificación a la Copa Sudamericana del año 2013. 
En la temporada 2013, tiene un buen arranque de año, lo que hace que sea vuelto a tentar por varios equipos para la segunda mitad del año, destacando el interés de Alianza Lima, que contaba con Wilmar Valencia como director técnico; sin embargo, a pesar de su "hinchaje" por Alianza y su buena relación con el profesor Valencia, Mimbela opta por aceptar la propuesta del Club Sporting Cristal, que resultaba más atractiva económicamente. Deja el Sport Huancayo luego de completar 19 partidos y anotar 3 goles.

### Sporting Cristal (2013-2014)
Para la segunda mitad del año 2013, ficha por dos años por el Sporting Cristal, dejando de lado el interés por Alianza Lima, que lo venía intentando fichar desde finales del 2012. En el equipo bajopontino fue dirigido por el estratega peruano Roberto Mosquera, quien luego dejó el cargo por desacuerdos con la directiva y fue reemplazado por el argentino Claudio Vivas. En su primer semestre con Sporting Cristal jugó 6 encuentros con el plantel profesional y reforzó en varias oportunidades al equipo de reservas, completando una irregular Temporada 2013.
Para la Temporada 2014, ahora bajo la dirección técnica del argentino Daniel Ahmed, tampoco recibe muchas oportunidades, por lo que a mediados de año fuerza su salida ante el interés de clubes del exterior.

### C.D. Nacional (2014)
A mediados del 2014, cerró su transferencia por 4 temporadas al Desportivo Nacional, de la Primera División de Portugal. Una vez incorporado a su nuevo club, participó de varios encuentros en la pretemporada del equipo, ingresando como suplente en encuentros amistosos previos al inicio de la Liga Zon-Sagres. 
Sin embargo, al iniciar la temporada, sufrió de algunas lesiones y no gozó de muchas oportunidades con el primer equipo, por lo que a finales de ese año comenzó a negociar, mediante su representante, su vuelta al Perú en búsqueda de continuidad.

### Alianza Lima (2015-2016)
Luego de dejar Portugal, finalmente llega al Club Alianza Lima, donde ficha por dos temporadas, convirtiéndose en uno de los pocos futbolistas que han jugado por los tres "grandes" del Perú: Universitario de Deportes, Sporting Cristal y Alianza Lima.
En la temporada 2015, bajo la dirección técnica del uruguayo Guillermo Sanguinetti, el equipo tiene un mal inicio de año, pues luego de la abultada derrota por 0-4 ante el Club Atlético Huracán de Argentina, la barra aliancista agrede a varios jugadores del plantel, desestabilizando al equipo. Sin embargo, meses después, llegan a la final del Torneo del Inca 2015, la cual pierden ante la Universidad César Vallejo. Posteriormente, el equipo íntimo protagonizó un bochornoso incidente en la derrota en condición de local ante el Real Garcilaso, donde sufrieron la expulsión de 4 jugadores (Gabriel Costa, Pablo Míguez, Marcos Miers y Christian Cueva) en medio de mucha polémica. Esto motivó la renuncia de Sanguinetti, que fue reemplazado interinamente por el uruguayo-peruano Gustavo Roverano. 
Durante esa temporada Mimbela alcanzó importantes picos futbolísticos, por lo que para el 2016 se esperaba que se convierta en el conductor del equipo y, así, terminar con la sequía de 10 años sin títulos que atravesaba el club victoriano. 
Para la Temporada 2016, el club contrató a Roberto Mosquera como entrenador para todo el año, pero este comienza el año prescindiendo del hábil volante zurdo y del medio defensivo Paulo Albarracín, siendo ambos relegados del equipo durante la pretemporada. A nivel de la prensa se discutía si habían sido separados del plantel por el entrenador, sin embargo, esta versión fue desestimada por el propio Mosquera, quien señaló que su suplencia se debía únicamente a decisiones técnicas y que ambos jugadores formaban parte del plantel aliancista y venían entrenando normalmente. Finalmente, debuta ese año anotando un gol contra Alianza Atlético de Sullana, convirtiéndose en habitual titular durante la temporada.
Luego de la destitución de Roberto Mosquera, el exjugador aliancista Juan Jayo Legario asume interinamente la dirección técnica, relegando a Mimbela, que venía de ser habitual titular. Para fines del 2016, ya se hablaba de su inminente salida de tienda victoriana. El 27 de noviembre de 2016, juega el que sería su último partido oficial con Alianza Lima.
Así, deja el club, tras completar 49 partidos con casaquilla blanquiazul y anotar 7 goles.

### Ayacucho FC (2017)
Tras su paso por Alianza Lima, ficha para la temporada 2017 por Ayacucho FC, por pedido expreso del entrenador peruano Francisco "Churre" Melgar, que lo había dirigido en la reserva del Sporting Cristal. Posteriormente, ante la salida de Melgar por malos resultados, es dirigido por el argentino Carlos Leeb, quien lo utilizó como uno de los pilares ofensivos del equipo.
Con Ayacucho FC, completó 27 partidos, llegando a anotar 10 goles y brindar 4 asistencias. Esa temporada el equipo ayacuchano terminó en la 13ª posición, salvando la categoría con 45 puntos en 44 fechas.

### Unión Comercio (2018 - 2019)
En el año 2018 ficha por Unión Comercio, siendo de vital importancia para que el equipo mantenga la categoría, terminando en el puesto 10° del acumulado con 55 puntos. Al final de esa temporada, renovó por todo el 2019 con el elenco selvático.
En la temporada 2019, participó del Torneo Apertura y la Copa Bicentenario, donde ha disputado 15 partidos y anotado 2 goles.
Luego de la para obligada del descentralizado por la participación de la Selección Peruana en la Copa América 2019 y la realización en la ciudad de Lima de los Juegos Panamericanos de 2019, se filtraron rumores que lo colocaban en algunos clubes del exterior, destacando el interés del Tractor Sazi FC de Irán.

### Tractor Sazi FC (2019 - 2020)
El 18 de agosto de 2019, se cierra su fichaje por el Tractor Sazi FC para las próximas 3 temporadas. Esta se convierte en su tercera incursión en el extranjero, generando bastante expectativa en el país asiático, donde se le ha bautizado como el "Maradona Peruano". Además, se convirtió en el único jugador extranjero de su equipo.
El 30 de agosto de 2019, hizo su debut en la Iran Pro League, luciendo la dorsal #23, en la victoria de 1 a 0 ante el Persépolis FC por el "clásico iraní". Fue reemplazado a los 80' por el delantero iraní Sasan Ansari. Resaltó el marco de más de 80 mil personas que asistieron al encuentro.

## Clubes
| Club                       | País     | Año         | Partidos | Goles |
| -------------------------- | -------- | ----------- | -------- | ----- |
| América Cochahuayco        | Perú     | 2009-2010   | 11       | 2     |
| Universitario de Deportes  | Perú     | 2011        | 10       | 0     |
| SC Internacional           | Brasil   | 2012        | -        | -     |
| Sport Huancayo             | Perú     | 2012-2013   | 39       | 6     |
| Sporting Cristal           | Perú     | 2013        | 7        | 0     |
| CD Nacional                | Portugal | 2014        | 2        | 0     |
| Alianza Lima               | Perú     | 2014-2015   | 49       | 7     |
| Ayacucho F. C.             | Perú     | 2016        | 34       | 12    |
| Unión Comercio             | Perú     | 2017-2019   | 54       | 17    |
| Tractor Sazi               | Irán     | 2019-2020   | 16       | 1     |
| Cusco F. C.                | Perú     | 2020        | 11       | 0     |
| Sport Boys                 | Perú     | 2021        | 4        | 0     |
| Deportivo Binacional       | Perú     | 2021        | 10       | 1     |
| Unión Huaral               | Perú     | 2022        | 9        | 0     |
| Asociación Deportiva Tarma | Perú     | 2022 - 2023 |          |       |
| Carlos A. Mannucci         | Perú     | 2024 -      |          |       |

## Palmarés

### Copas internacionales
| Título                     | Club                      | País | Año  |
| -------------------------- | ------------------------- | ---- | ---- |
| Copa Noche Crema           | Universitario de Deportes | Perú | 2011 |
| Copa Libertadores Sub-20   | Universitario de Deportes | Perú | 2011 |
| Campeonato Descentralizado | Sporting Cristal          | Perú | 2014 |

### Distinciones individuales
| Distinción                                                                                         | Año  |
| -------------------------------------------------------------------------------------------------- | ---- |
| Incluido en el equipo ideal del Torneo Apertura de Perú según el portal periodístico DeChalaca.com | 2018 |
| Incluido en el equipo ideal del Campeonato Descentralizado según DeChalaca.com                     | 2018 |
| Preseleccionado como volante en el mejor once del Campeonato Descentralizado según la SAFAP        | 2018 |
| Mejor gol del Campeonato Descentralizado según la ADFP                                             | 2018 |